# Gavarda
Gavarda település Spanyolországban, Valencia tartományban. Gavarda Alberic, Alcàntera de Xúquer, Antella, Beneixida, Càrcer és Castelló de la Ribera községekkel határos. Lakosainak száma 1036 fő (2024).

## Népesség
A település népessége az utóbbi években az alábbiak szerint változott:
| Lakosok száma | 1193 | 1178 | 1171 | 1162 | 1123 | 1125 | 1073 | 1038 | 1053 | 1036 |
|               | 2001 | 2004 | 2007 | 2009 | 2012 | 2014 | 2017 | 2019 | 2022 | 2024 |